# Fährstraße 6 (Magdeburg)

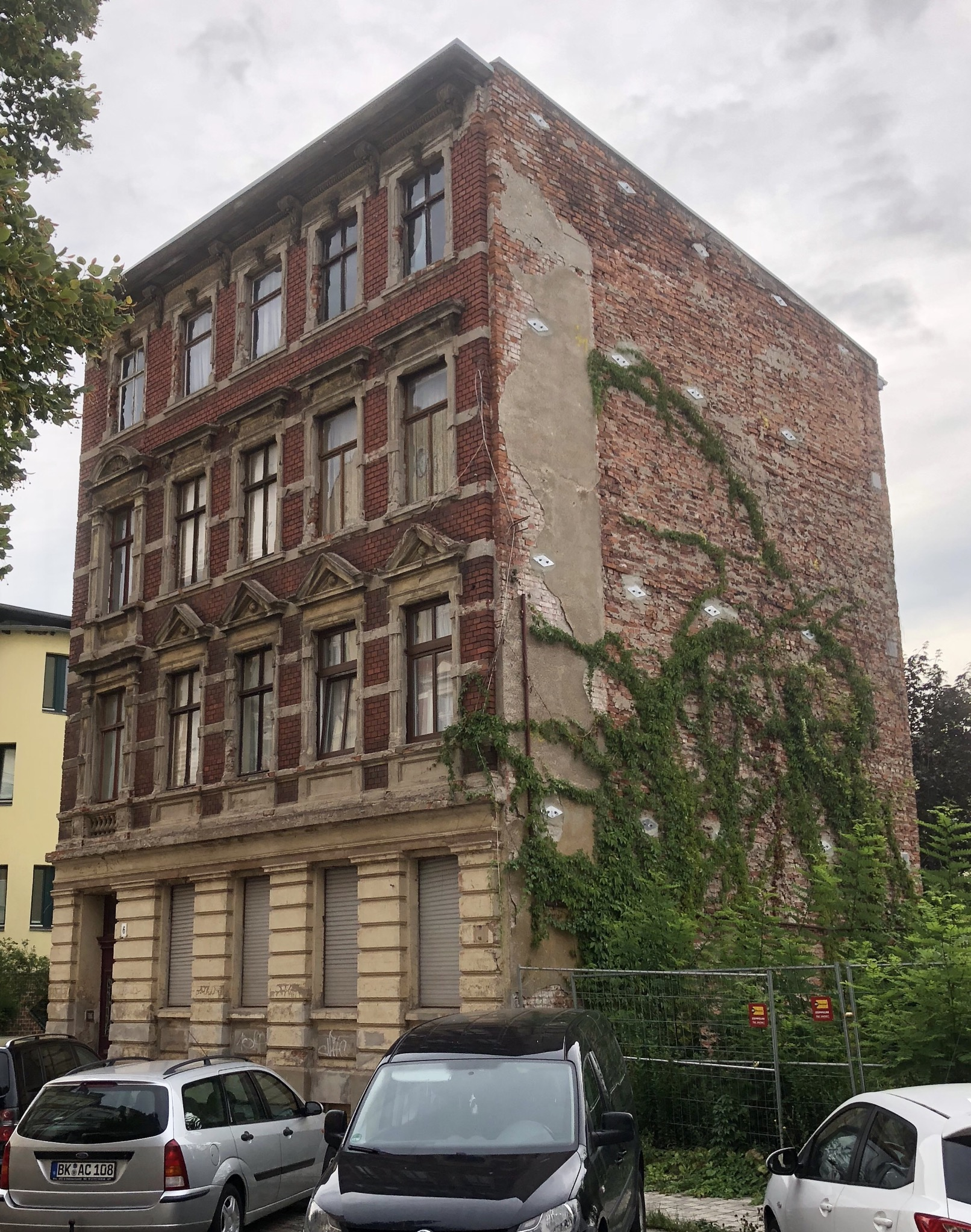
Fährstraße 6, Blick von Südwesten, 2019

Fährstraße 6 ist ein denkmalgeschütztes Wohnhaus in Magdeburg in Sachsen-Anhalt.

## Lage
Es steht traufständig einzeln auf der Südostseite der Fährstraße im Magdeburger Stadtteil Buckau.

## Architektur und Geschichte
Das viergeschossige Gebäude wurde im Jahr 1891 im Stil der Neorenaissance auf dem Gelände der Mörtelfabrik des Schiffseigners August Berger gebaut. Die Fabrik befand sich hinter dem Gebäude. Die rote ziegelsichtige Fassade ist fünfachsig ausgeführt und verfügt über verputzte Flächen. Der Hauseingang ist in der äußersten linken Achse angeordnet. Die darüber befindlichen Fenster im ersten und zweiten Obergeschoss sind von einer gemeinsamen Rahmung umgeben. Die Fassade des Erdgeschosses ist rustiziert. Am Haus besteht ein starkes Konsolen-Kranzgesims.
Im örtlichen Denkmalverzeichnis ist das Wohnhaus unter der Erfassungsnummer 094 82590  als Baudenkmal verzeichnet.
Das Wohnhaus gilt als letzter Rest einer gründerzeitlichen Häuserzeile als prägend für das Straßenbild. Es wird außerdem als Zeugnis für einfache bzw. mittlere Wohnverhältnisse im damalig durch Industrie geprägten Stadtteil betrachtet.